# Hội chứng căng thẳng

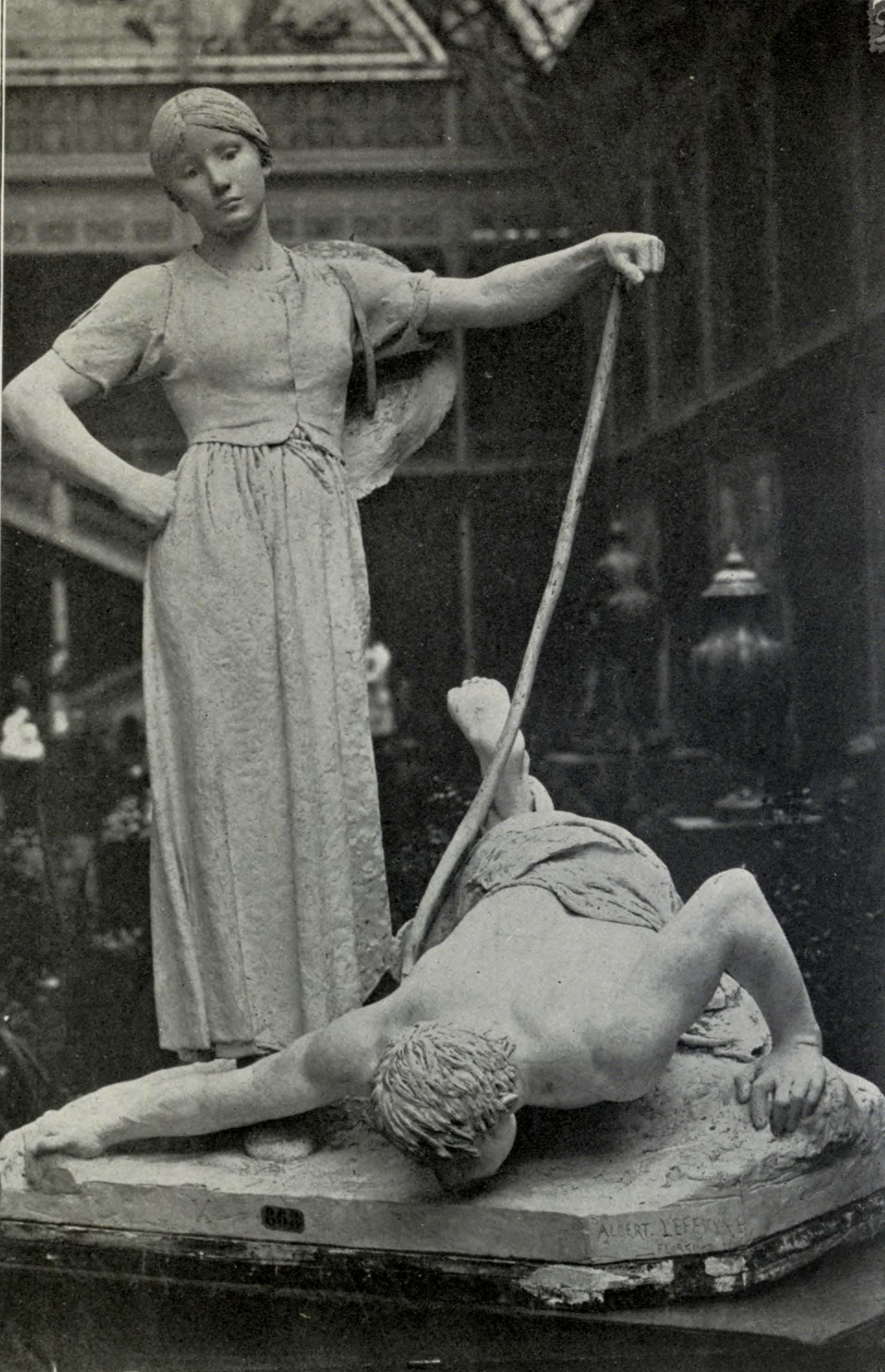
Tranh vẽ mô tả về một người đang trong tình trạng kiệt sức

Hội chứng kiệt sức (Burnout syndrome) hay Kiệt sức nghề nghiệp là một thuật ngữ tâm lý - y khoa - xã hội chỉ về hiện tượng kiệt sức hoặc năng suất lao động giảm sút sau một quá trình lao động, hoạt động dài ngày với những triệu chứng như mất ngủ, chóng mặt, ù tai, lo sợ mà không rõ nguyên nhân. Lý thuyết chỉ ra rằng hội chứng này là bao gồm kết quả tiêu cực liên quan đến kiệt sức, do tính chất công việc (hiệu suất, sản lượng,...), kết quả liên quan đến sức khỏe (tăng kích thích tố căng thẳng, bệnh tim mạch vành, các vấn đề tuần hoàn) và các vấn đề sức khỏe tâm thần (trầm cảm, vv). Đây là một căn bệnh có mức độ nghiêm trọng với hơn 500.000 nạn nhân theo thống kê năm 2011 ở Đức.

## Triệu chứng
Khi mắc phải hội chứng này, người bệnh thấy cơ thể mệt mỏi, chán chường, nhấc chân nhấc tay cũng không nổi, chẳng buồn ăn uống, tinh thần làm việc hay vui chơi cũng không thể xốc dậy dù được củng cố. Nạn nhân của hội chứng này thường khi còn rất trẻ, trước đó chưa hề có lần đau yếu nghiêm trọng, bỗng nhiên trở nên mệt mỏi dù chưa làm việc bao nhiêu, chợt chán chường dù không có lý do, thậm chí không thể tập trung tư tưởng đến độ đãng trí như người mất hồn.
Thực tế bệnh quá đa dạng, triệu chứng bệnh khá mơ hồ, thậm chí quá thông thường như nhức đầu, chóng mặt, ù tai… nên một số không ít bệnh nhân lọt lưới chẩn đoán, thậm chí người thì nhức đầu, người thì thường mất ngủ khó chẩn đoán. Tuy nhiên một số nhân biết rõ hơn ai hết về cảm giác khó tả, cảm giác ghét công việc đi kèm với nỗi chán chường. Điểm bộc phát là thời điểm nạn nhân không còn hiệu năng như trước nhưng vẫn phải che giấu thực tế là mình đã bị từ lâu.
Trên thực tế cũng có dấu hiệu báo động, thông thường qua ba giai đoạn: 
- Mất khả năng hội nhập cộng đồng vì mất hết sinh khí sau nhiều ngày lao động cho an vui của người khác. Nạn nhân vì đặt nhãn hiệu "làm việc không biết mệt mỏi" vào vị trí quá cao nên sợ ảnh hưởng nếu tìm nơi nghỉ ngơi
- Mất hứng thú trong công việc và vì thế khó chịu với mọi người như đó là nguyên nhân khiến mình mất hiệu năng
- Mất tự tin vào khả năng của chính mình và vì thế dễ suy nhược thần kinh với ba triệu chứng điển hình là mất ngủ, đau đầu và trầm uất.

## Nguyên nhân
- Do tình trạng căng thẳng thần kinh, dù là bệnh thường biểu lộ với hình ảnh trầm uất cùng với tất cả lý do xói mòn sức đề kháng của cơ thể đến hệ thần kinh trung ương tác động đến não bộ.
- Người hay bị bội nhiễm nhưng không được điều trị đến nơi đến chốn, điển hình là viêm đường tiết niệu, viêm xoang, viêm nha chu, viêm phế quản… là đối tượng dễ trở thành nạn nhân của hội chứng cháy sạch.
- Tình trạng dị ứng cũng là một trong những nguyên nhân dẫn đến hội chứng trong đó thể dạng rối loạn tiêu hóa do dị ứng thức ăn, hay nói đúng hơn, với chất phụ gia trong thực phẩm, mới là nguyên nhân hàng đầu làm suy kiệt sức đề kháng một cách âm thầm.
- Về mặt tâm lý xuất phát từ cảm xúc, hay từ một loại mặc cảm luôn dày vò tinh thần với nỗi bứt rứt không hài lòng với tính chất hoàn hảo của công việc đã thực hiện đi kèm với cảm giác lo sợ vô cớ trước các dự án sắp tiến hành của nhóm đối tượng, tâm trạng quá hăng say và tinh thần trách nhiệm quá cao chính là đòn bẩy khiến nạn nhân chợt một ngày hụt hẫng trong mê lộ của chính mình.

## Đối tượng nguy cơ cao
Số người có nghề nghiệp gắn liền trực tiếp hoặc gián tiếp với sinh hoạt mang tính xã hội, trong số đó giáo viên là ứng viên hàng đầu. Người càng theo đuổi lý tưởng một khi thất vọng vì không vượt nổi chướng ngại trong cuộc sống rất dễ trở thành nạn nhân của hội chứng này. Một số nghề nghiệp ít nhiều đòi hỏi đam mê nhưng cũng đầy gian truân như thầy giáo, thầy thuốc, doanh nhân, vận động viên chuyên nghiệp, văn nghệ sĩ… ở hầu hết nạn nhân đều đang thành đạt, nhiều người thậm chí ở ngay đỉnh cao sự nghiệp lại thêm bề ngoài coi rất khỏe, nhưng bỗng dưng gãy gánh sau khi dẫn đầu gần hết đường đua.

## Điều trị
Chứng burn-out là một dạng bệnh tâm thần đáng ngại nhưng nếu phát hiện sớm, điều trị đúng cách, kịp thời thì chỉ sau một thời gian thuốc thang và được tư vấn chế độ nghỉ ngơi hợp lý, bệnh nhân có thể hoàn toàn khỏi bệnh và trở lại làm việc, học tập bình thường. Nếu để bệnh quá nặng thì khó điều trị khỏi và người bệnh có thể mất hẳn khả năng làm việc, thậm chí khả năng tự chăm sóc bản thân, trong tương lai.
- Việc thường xuyên lạm dụng thuốc sinh tố liều cao có thể phản tác dụng. Xét về mặt cơ chế dược lý khi thuốc với liều cao và liên tục giống như một thể dạng stress về mặt biến dưỡng cho cơ thể sắp cháy sạch của bệnh nhân.
- Nên áp dụng một số sinh tố và khoáng tố chọn lọc, với liều lượng rất thông thường, nhẹ nhàng hơn cho các cơ quan giữ chức năng giải độc cho cơ thể như lá gan, trái thận nhưng một cách định kỳ và dưới sự hướng dẫn kỹ lưỡng của nhà điều trị.
- Bên cạnh liệu pháp tâm lý cũng như áp dụng những loại thuốc cải thiện dưỡng khí tế bào và ổn định dẫn truyền thần kinh, việc chủ động thay đổi nếp sinh hoạt và cách tư duy của người bệnh chính là yếu tố quyết định.
- Một số chuyên gia khuyên cáo rằng đừng tìm cách nghỉ ngơi vì đằng nào cũng bất khả thi với cá tính ngồi yên chịu không nổi của một số nhân. Càng nghĩ càng điên đầu vì không thể tắt máy tính nghỉ ngơi. Trái lại, nên dồn hết khả năng sáng tạo vào một công việc giải trí nào đó, miễn là khác biệt, thậm chí trái ngược với công việc thường ngày và cần đặt mục tiêu của cuộc sống cho thật thực tế bằng cách kéo chỉ tiêu xuống thật thấp, thay vì tự hành hạ bản thân qua tiêu chí chuyện gì cũng không được phép trật vuột.